# Sjunde himlen (TV-serie)
Sjunde himlen (originaltitel: 7th Heaven) är en amerikansk TV-serie skapad av Aaron Spelling och Brenda Hampton. Serien sändes i elva säsonger på den amerikanska TV-kanalen The CW  mellan  1996 och hösten 2007. I Sverige visades den först på TV4 och sedan på Kanal 5. Den 13 maj 2007 visades det sista avsnittet av Sjunde himlen i amerikansk tv. Orsaken till att serien lades ner sades vara sämre tittarsiffror och att skådespelarna tyckte att det inte fanns mer att hämta i karaktärerna.

## Handling
Historien kretsar kring den stora men hjärtliga familjen Camden och deras liv i fiktiva staden Glenoak i Kalifornien. Pappa Eric (Stephen Collins) är pastor i den lokala församlingen, hans fru Annie (Catherine Hicks) är hemmafru och tillsammans har de fem barn (familjen utökas med två barn till under seriens gång) och en hund som heter Happy. Att Eric är pastor leder till att alla i det lilla samhället ständigt kommer till honom eller hans familj med både små och stora problem. I serien diskuteras allt från sexualitet och droger till religion och politik. Dessa problem tacklas ofta på ett konservativt sätt. 
Stephen Collins och Beverley Mitchell var de enda skådespelarna som medverkade i seriens alla avsnitt.

## Avsnitt
- Säsong 1, 1996-1997,  22 avsnitt
- Säsong 2, 1997-1998,  22 avsnitt
- Säsong 3, 1998-1999,  22 avsnitt
- Säsong 4, 1999-2000,  22 avsnitt
- Säsong 5, 2000-2001,  22 avsnitt
- Säsong 6, 2001-2002,  22 avsnitt
- Säsong 7, 2002-2003,  22 avsnitt
- Säsong 8, 2003-2004,  23 avsnitt
- Säsong 9, 2004-2005,  22 avsnitt
- Säsong 10, 2005-2006, 22 avsnitt
- Säsong 11, 2006-2007, 22 avsnitt

## Rollista

### Familjen Camden
- Stephen Collins - Eric Camden
- Catherine Hicks - Annie Camden
- Barry Watson - Matt Camden (säsong 1-6, gästroll i säsong 7, 8, 9 och 10)
- David Gallagher - Simon Camden (säsong 1-7, 10, gästroll i säsong 8 och 9)
- Jessica Biel - Mary Camden-Rivera (säsong 1-6, gästroll i säsong 7, 8 och 10)
- Beverley Mitchell - Lucy Camden-Kinkirk
- Mackenzie Rosman - Ruthie Camden (säsong 1-10, gästroll i säsong 11)
- Lorenzo Brino - Sam Camden (säsong 6-11, gästroll i säsong 4 och 5)
- Nikolas Brino - David Camden (säsong 6-11, gästroll i säsong 4 och 5)
- samt hunden Happy

### Övriga huvudroller
- Chaz Lamar Shephard - John Hamilton (säsong 4-5 (avsnitt 67-110) gästroll i säsong 1-3)
- Maureen Flannigan - Shana Sullivan (säsong 4 (avsnitt 68-88) gästroll i säsong 2-3 och 6)
- Adam LaVorgna - Robbie Palmer (säsong 5-8 (avsnitt 97-140), gästroll i säsong 4-5)
- George Stults - Kevin Kinkirk (säsong 7-11) (avsnitt 133-) gästroll i säsong 6)
- Ashlee Simpson - Cecilia Smith (säsong 7-8 (avsnitt 133-177))
- Geoff Stults - Ben Kinkirk (säsong 7 (avsnitt 133-147) gästroll i säsong 6, 7, 9 och 11)
- Rachel Blanchard - Roxanne Richardson (säsong 7-8 (avsnitt 135-177))
- Jeremy London - Chandler Hampton (säsong 7-8 (avsnitt 139-177))
- Scotty Leavenworth - Peter Petrowski (säsong 8 (avsnitt 155-177) gästroll i säsong 7, 9 och 10)
- Tyler Hoechlin - Martin Brewer (säsong 8-11) (avsnitt 165-) gästroll i säsong 8)
- Haylie Duff - Sandy Jameson (säsong 10-11) (avsnitt 200-))
- Sarah Thompson - Rose (säsong 10 (avsnitt 200-221) gästroll i säsong 9)
- Megan Henning - Meredith Davis (säsong 10 (avsnitt 200-210) gästroll i säsong 9)

### Större gästroller
Personer som medverkat i åtta avsnitt eller mer.
- Christopher Michael - konstapel Michaels (säsong 1-10)
- Andrew Keegan - Wilson West (säsong 1-3 och 5-6)
- Matthew Linville - Jimmy Moon (säsong 1-3, 5 och 7)
- Andrea Ferrell  - Heather Cain (säsong 1-6, 8 och 10)
- Alan Fudge - Lou Dalton (säsong 1-9)
- Nicole Cherie - Deena Stewart (säsong 3-5)
- Deborah Raffin - Julie Camden-Hastings (säsong 1 och 3-9)
- Kyle Searles - Mac (säsong 8-11)
- Graham Jarvis - Charles Jackson (säsong 1-7)
- Ed Begley Jr. -  dr. Hank Hastings (säsong 3-7)
- Sarah Danielle Madison - Sarah Glass-Camden (säsong 6-10)
- Barret Swatek - Cheryl (säsong 4-7)
- Shannon Kenny - Paris Petrowski (säsong 7-9)
- Alicia Leigh Willis - Corey Conway-West (säsong 1-4 och 6)
- Carlos Ponce - Carlos Rivera (säsong 3 och 8-10)
- Brad Maul - George Smith (säsong 7-8 och 10)
- Dorian Harewood - pastor Morgan Hamilton (säsong 1-5 och 7)
- Peter Graves - överste John Camden (säsong 1-7 och 10-11)
- Wade Carpenter - Jordan (säsong 3 och 5)
- Jeremy Lelliott - Mike Pearce (säsong 5-6)
- Olivia Brown - Patricia Hamilton (säsong 1-5 och 7)
- Devid Netter - Nigel Hamilton (säsong 1-4)
- Beverly Garland - Ginger Jackson (säsong 1-4, 6 och 8)
- Toran Caudell - Rod (säsong 1-5)
- Richard Lewis - rabbi Richard Glass (säsong 6-8)
- Bryan Callen - George "Vic" Vickery (säsong 8 och 10)
- Andrea Morris - Margaret (säsong 11)
- Eileen Brennan - Gladys Bink (säsong 1-2, 5, 7 och 8)
- Barbara Rush - Ruth Camden (säsong 1-7 och 10-11)
- Meg Wittner - Donna Cain (säsong 1 och 3-6)
- Brenda Strong - Carmen Mackoul (säsong 5-6)
- Laraine Newman - Rosina Glass (säsong 6-8)